# Neptis egestas
Neptis egestas är en fjärilsart som beskrevs av Hans Fruhstorfer 1908. Neptis egestas ingår i släktet Neptis och familjen praktfjärilar. Inga underarter finns listade i Catalogue of Life.